# 金子ノブアキ
金子 ノブアキ（かねこ ノブアキ、1981年6月5日 - ）は、日本のドラマー、俳優。本名、金子 信昭（かねこ のぶあき）。愛称は「あっくん」。「N.K.」とも呼ばれる。ロックバンド・RIZE / RED ORCAのメンバー。東京都世田谷区下北沢出身。イトーカンパニー、およびiLLCHiLL→PARADOX所属。血液型B型。
ドラマーのジョニー吉長を父に、歌手の金子マリを母に持つ。そして弟はRIZEのベーシストのKenKenこと金子賢輔であり、兄弟でRIZEのリズム体を組んでいる。
2013年11月、元モデルの一般人女性と結婚。2017年10月に第1子、2023年11月に第2子が誕生。
2019年、ソロ活動10周年を迎え、活動の集大成として新プロジェクト「RED ORCA」をスタート。

## 人物
- 斎藤工とは同い年で同じ地元出身[7]で、友人関係にある[8]。斎藤が手掛ける2018年公開の映画『blank13』では、金子が音楽を担当した[9]。
- 堀越高等学校卒業。同級生に安達祐実、中村勘九郎がいる[10]。
- 北米プロバスケットボールリーグ（NBA）のゴールデンステート・ウォリアーズのファン[11]。
- 小学校の時に『ドラゴンクエスト』や『FINAL FANTASY』などのRPGに熱中して以降、筋金入りのゲーマー[12]。『週刊ファミ通』でKenKenと「スーパーカネコブラザーズ[13]」というコラム連載をしていたり[14]、ゲームプレイヤーとして番組を担当したこともある[15]。

## 俳優業
- 子役として役者を始める[要出典]。
- 山下智久主演のドラマ『ブザー・ビート〜崖っぷちのヒーロー〜』での彼女の浮気相手役や、映画『クローズZEROII』出演で話題を集め、小栗旬や山田孝之、三浦春馬など若手俳優らとの共演を果たす。
- 映画『書道ガールズ!! わたしたちの甲子園』では初めて教師役を演じた。教え子役として成海璃子や高畑充希、小島藤子、山下リオ、桜庭ななみなど若手女優らとの共演を果たす。
- 『軍師官兵衛』で大河ドラマ初出演を果たす。

## 音楽

### バンド
- Gonna Be Fun :『ポンキッキーズ』内で、ともさかりえ（Vo）、鮫島巧（G）と組んだバンド。1997年11月1日、東芝EMIからシングルCD「BIRTHDAY PARTY」リリース。
- RIZE : JESSE（Vo）と実弟KenKen（Ba）との3ピースバンド。RIZEを参照。
- DADAS : 井手大介（Vo&G）、田中秀基（Ba）、秋満謙章（G）、金子（Ds）によるインディーズバンド[16]。DiSiLLUSiON RECORDiNGS所属。
- TORCERSE（トルセルセ）: 2006年12月に、金子とKenKenによるユニットとして結成。セッション等のライヴを主な活動としている。
- AA= : 上田剛士（THE MAD CAPSULE MARKETS）のソロプロジェクト。ライブツアーにドラムサポートで参加。
- LANDS : 映画「BANDAGE」内のバンド。メンバーは赤西仁、金子ノブアキ、小林武史。
- RED ORCA : 自身が発起人となったバンド。2019年始動。
- YEN TOWN BAND : 映画「スワロウテイル」劇中の架空バンド。公開25周年を記念して一夜限りのライブを開催。メンバーは小林武史、Chara、名越由貴夫、金子ノブアキ、キタダ マキ、平岡恵子。[17]

### ソロ活動
2009年よりソロ活動を開始。

#### 配信シングル
- LOBO（2015年10月9日配信開始）[18]
- illusions（2018年10月3日配信開始）[19]

### ミュージックビデオ
| 曲名                       | 監督     |
| 「オルカ」                 | 清水康彦 |
| 「嘘とサル」               | 牛島悟郎 |
| 「Historia」               | 清水康彦 |
| 「Take me home」           | 清水康彦 |
| 「Firebird」               |          |
| 「Call My Name」           |          |
| 「illusions feat. SKY-HI」 |          |

### ツアー
| ツアー名                            | 日程           | 都道府県 | 会場名                               |
| ----------------------------------- | -------------- | -------- | ------------------------------------ |
| nobuaki kaneko showcase 2015        | 2015年4月23日  | 東京     | 渋谷WWW                              |
| NOBUAKI KANEKO TOUR 2015 AUTUMN     | 2015年10月27日 | 東京     | 代官山UNIT                           |
| NOBUAKI KANEKO TOUR 2015 AUTUMN     | 2015年10月29日 | 大阪     | 梅田シャングリラ                     |
| NOBUAKI KANEKO TOUR 2015 AUTUMN     | 2015年10月30日 | 愛知     | 名古屋アポロベイス                   |
| Nobuaki Kaneko Tour2016 "Fauve"     | 2016年6月2日   | 石川     | 金沢市民芸術村パフォーミングスクエア |
| Nobuaki Kaneko Tour2016 "Fauve"     | 2016年6月4日   | 福岡     | イムズホール                         |
| Nobuaki Kaneko Tour2016 "Fauve"     | 2016年6月13日  | 大阪     | Akaso                                |
| Nobuaki Kaneko Tour2016 "Fauve"     | 2016年6月14日  | 愛知     | 愛知県芸術劇場小ホール               |
| Nobuaki Kaneko Tour2016 "Fauve"     | 2016年6月16日  | 東京     | EXシアター                           |
| 金子ノブアキ showcase【Captured】   | 2017年2月4日   | 東京     | ビルボードライブ東京                 |
| 金子ノブアキ showcase【Captured】   | 2017年2月11日  | 大阪     | ビルボードライブ大阪                 |
| nobuaki kaneko showcase 2018 autumn | 2018年10月27日 | 大阪     | BananaHall                           |
| nobuaki kaneko showcase 2018 autumn | 2018年10月29日 | 愛知     | 名古屋ブルーノート                   |
| nobuaki kaneko showcase 2018 autumn | 2018年11月4日  | 東京     |                                      |

### 映画音楽
- blank13（2018年） - 俳優としても出演。
- MANRIKI（2019年） - 俳優としても出演。

### ゲーム音楽
- ノーモア★ヒーローズ3

### 関連アーティスト
- Def Tech - 「Borelo」を共作[25]。
- AA= - 2009年ツアーサポート[26]
- Chara - 2008年アルバムレコーディング[27]
- Buono! - 2009年レコーディング[28]
- 大橋トリオ - 2013年アルバム「plugged」レコーディング[29]

## 出演

### テレビドラマ
- 天国に一番近いママ PART2（1994年4月5日、日本テレビ）[注 1]
- 金田一少年の事件簿「秘宝島殺人事件」（1995年8月5日、日本テレビ） - クリス・アインシュタイン 役[注 1]
- いちばん大切なひと （1997年4月18日 - 6月27日、TBS） - 結城一彦 役
- 木曜の怪談「妖怪新聞」（1997年5月29日 - 6月3日・8月21日 - 9月25日、フジテレビ） - 三枝裕司 役
- ガラスの仮面 part2 第1,2話（1998年4月13日・20日、テレビ朝日） - 吉沢ひろし 役
- 外科医・夏目三四郎2（1998年10月22日、テレビ朝日） - 清水直己 役
- 可愛いだけじゃダメかしら? 第1 - 3話（1999年1月18日 - 2月1日、テレビ朝日） - 大沢 役
- ボーダー 犯罪心理捜査ファイル（1999年1月11日 - 3月8日、読売テレビ） - 都筑了 役（回想シーン）
- ナオミ 第4話（1999年5月5日、フジテレビ） - 木田裕介 役
- 富江〜恐怖の美少女（1999年12月26日、関西テレビ） - 高志 役
  - 「富江〜アナザフェイス」としてDVD発売
- 池袋ウエストゲートパーク（2003年12月24日、TBS） - RIZE役
- 初恋.com 第3話「白馬の王子様は誰」（2003年12月24日、日本テレビ）
- ビー・バップ・ハイスクール（2004年6月16日、TBS） - 前川新吾 役
- 光とともに…〜自閉症児を抱えて〜（2004年6月23日他、日本テレビ） - 森 役
- サボテン・ジャーニー（2004年10月18日 - 21日、日本テレビ）
- ビー・バップ・ハイスクール2（2005年8月17日、TBS） - 前川新吾 役
- ブザー・ビート〜崖っぷちのヒーロー〜（2009年7月 - 9月、フジテレビ） - 代々木廉 役
- サムライ・ハイスクール（2009年10月 - 12月、日本テレビ） - 本山弘 役
- バーテンダー（2011年1月 - 3月、テレビ朝日） - 葛原隆一 役
- 連続テレビ小説（NHK）
  - おひさま（2011年3月 - 9月） - 川原功一 役
  - エール 第59回・60回（2020年6月18日・19日） - 今村嗣人 役[30]
- ピースボート -Piece Vote-（2011年7月 - 9月、日本テレビ） - 藤堂司 役
- QP（2011年10月 - 12月、日本テレビ） - トム 役
- 理想の息子（2012年1月 - 3月、日本テレビ） - 池田冬彦 役[注 2]
- VISION-殺しが見える女-（2012年7月 - 9月、読売テレビ） - 浅野和馬 役
- レディ・ジョーカー（2013年3月 - 4月、WOWOW） - 松戸陽吉 役
- 最上のプロポーズ（2013年5月20日 - 6月24日（全12話）、第4〜6話出演、BeeTV） - 小松田慧 役
- たべるダケ（2013年8月 - 、テレビ東京） - 山本拓未役
- 東京バンドワゴン〜下町大家族物語（2013年10月 - 12月、日本テレビ） - 堀田紺 役
- NHK大河ドラマ
  - 軍師官兵衛（2014年） - 櫛橋左京進 役
  - 麒麟がくる（2020年） - 佐久間信盛 役[31]
- 世にも奇妙な物語 2014年 春の特別編「ラスト・シネマ」（2014年4月5日、フジテレビ）- 岩崎和彦 役
- 喰う寝るふたり 住むふたり（2014年5月 - 6月、NHK BSプレミアム） - 主演・野々山修一（のんちゃん） 役
- 玉川区役所 OF THE DEAD（2014年10月 - 12月、テレビ東京） - 幸田健司 役
- 学校のカイダン（2015年1月 - 3月、日本テレビ） - 壷井冬真 役
- はぶらし/女友だち（2016年1月 - 2月、NHK BSプレミアム） - 灘孝史 役[32]
- 楽園（2017年1月 - 2月、WOWOW） - 三和明夫 役[33]
- CRISIS 公安機動捜査隊特捜班（2017年6月6日、フジテレビ） - 結城雅 役[34]
- セシルのもくろみ（2017年7月 - 9月、フジテレビ） ‐ 山上航平 役[35]
- 土曜プレミアム・衝撃スクープSP 30年目の真実 〜東京・埼玉連続幼女誘拐殺人犯・宮崎勤の肉声〜（2017年10月7日、フジテレビ） - 主演・警視庁捜査一課殺人5係　警部補 役[36]
- コートダジュールNo.10「しののめ」（2017年、WOWOW / Hulu）[37] - 稲村完助 役
- スモーキング（2018年4月 - 7月、テレビ東京） - 八丁 役[38]
- 名探偵コジン〜突然コマーシャルドラマ〜（2018年6月21日、フジテレビ） - 主演・萩原礼一 役[39]
- 直撃!シンソウ坂上SP 独占スクープ！サリン事件極秘資料―オウム天才信者VS伝説の刑事―（2018年10月4日、フジテレビ） - 大峯泰廣 役[40]
- レ・ミゼラブル 終わりなき旅路（2019年1月6日、フジテレビ）[41] - 田辺元 役
- シャーロック 第4話（2019年10月28日、フジテレビ）[42] - 石橋卓也 役
- プロミス・シンデレラ（2021年7月13日 - 9月14日、TBS） - 黒瀬洸也 役[43]
- ユーチューバーに娘はやらん!（2022年1月 - 、テレビ東京） - 榎本信 役[44]
- 世にも奇妙な物語'22 秋の特別編「コンシェルジュ」（2022年11月12日、フジテレビ） - 大神マサテル 役[45]
- 転職の魔王様 第9話（2023年9月11日、関西テレビ・フジテレビ） - 五十嵐君雄 役[46]
- 離婚弁護士 スパイダー〜慰謝料争奪編〜（2024年10月5日 - 11月23日、日本テレビ） - 一ノ瀬達也 役[47]
  - 離婚弁護士 スパイダー〜偽りと裏切り編〜（2025年2月8日 - 、日本テレビ）[48][49]
- ACMA:GAME アクマゲーム ワールドエンド（2024年10月25日、日本テレビ） - 黒田光輝 役[50][51]
- ミッドナイト屋台〜ラ・ボンノォ〜 第8話 - 最終回（2025年5月31日 - 6月14日、東海テレビ・フジテレビ） - 矢島明 役[52]

### その他のテレビ番組
- ポンキッキーズ（1996年10月 - 1999年3月、フジテレビ） - あっくん
- IT'Sアクセス（1996年10月 - 1997年9月、テレビ東京） - レギュラーMC
- Tokyo秘密音楽探偵団（1997年10月 - 1998年3月、スカパー!：サウンドウィッチテレビジョン）
- BEAT BANG（1999年4月 - 2000年3月、テレビ東京） - 火曜日MC
- MTV VMAJ 2013（2013年6月23日初回放送、MTV） - MC
- 死闘×GAME〜金子ノブアキが全世界待望アクションRPGに挑戦〜（2015年3月16日 - 26日、テレビ東京）[15]
- 天才たちの日常〜世界を動かすルーティーン〜（2017年1月10日 - 3月28日、テレビ東京） - 案内人
- 金子ノブアキ〜孤高の表現者〜（2018年2月21日、WOWOWライブ）[53]

### 配信ドラマ
- ハング（2014年9月20日 - 配信、dビデオ） - 小沢駿介 役[54]
- 今際の国のアリス（2020年12月10日配信、Netflix） - ボーシヤ 役[55]
  - 今際の国のアリス シーズン2（2022年12月22日配信、Netflix）
- Re:名も無き世界のエンドロール 〜Half a year later〜（2021年1月29日 - 配信、dTV） - ケイ 役[56]
- シンデレラ・コンプレックス（2021年7月13日 - 9月14日、Paravi） - 黒瀬洸也 役[57]
- EVOL（2023年11月3日 - 配信、DMM TV） - ライトニングボルト 役[58][59]
- 【推しの子】（2024年11月28日 - 12月5日、Amazon Prime Video） - 五反田泰志 役[60]
- 情事と事情（2024年12月5日、Lemino） - 結城修 役[61]
- 離婚弁護士 スパイダー シーズン3（2025年3月 - 、Hulu） - 一ノ瀬達也 役[49]
- ドンケツ（2025年4月25日 - 、DMM TV） - 山倉慎之助（チャカシン） 役[62]

### 映画
- スイート・スイート・ゴースト（2000年9月15日） - 坂崎拓郎 役
- CROSS（2001年12月30日、アップリンク） - 風間紘平 役
  - ブロードバンド配信公開
- クローズZERO II（2009年） - 鳴海大我 役
- BANDAGE（2010年） - リュージ 役
- 書道ガールズ!! わたしたちの甲子園（2010年） - 池澤宏人 役
- 大奥（2010年） - 三郎左 役
- 漫才ギャング（2011年）
- モテキ（2011年） - 山下ダイスケ 役
- シャッフル（2011年） - 主演・戸辺コウヘイ（レイモンド） 役
- ハードロマンチッカー（2011年） - タカシ 役
- ストロベリーナイト（2013年） - 小林充 役
- 東京難民（2014年2月22日、ファントム・フィルム） - 児玉篤志 役
- 白ゆき姫殺人事件（2014年3月29日、松竹） - 篠山聡史 役
- 新宿スワン（2015年5月30日） - 葉山豊 役
- 東京無国籍少女（2015年7月25日） - 担任教師 役
- スリリングな日常「忘れられる人」（2016年6月25日）
- 新宿スワンII（2017年1月21日、ソニー・ピクチャーズ エンタテインメント） - 葉山豊 役
- blank13（2018年2月3日、クロックワークス） - 音楽も担当。
- ギャングース（2018年11月23日、キノフィルムズ） - 加藤 役[63]
- Diner ダイナー（2019年7月5日、ワーナーブラザース映画） - ブタ男 役[64]
- MANRIKI（2019年11月29日、HIGH BROW CINEMA・東映ビデオ） ※音楽監督と兼務[65]
- 名も無い日（2021年6月11日、イオンエンターテイメント） - 小野隆史 役[66]
- マッチング（2024年2月23日、KADOKAWA） - 影山剛 役[67][68]
- 劇場版 ACMA:GAME 最後の鍵（2024年10月25日、東宝） - 黒田光輝 役[69]
- 【推しの子】-The Final Act-（2024年12月20日、東映） - 五反田泰志 役[60]
- BLUE FIGHT 〜蒼き若者たちのブレイキングダウン〜（2025年1月31日、ギャガ / YOAKE FILM）[70] - 大迫裕次郎
- MAD MASK（2025年7月25日、IVS41 / グレープカンパニー）[71]

#### 短編映画
- 短編オムニバス映画 GEMNIBUS vol.1『knot』（2024年6月28日、TOHO NEXT、監督：本木真武太）[72]

### 配信映画
- サルベイション（2019年3月30日、ひかりTV） - 主演[73]

### DVD
- 永野『Ω』（2016年5月18日）[74]

### CM・広告
- WOWOW「ゴジラ編」（1993年11月）
- 大塚製薬「ホットポー」（1996年11月 - 1997年10月）
- 松下電器産業（現 パナソニック）「ソイエ」（1997年3月 - 8月）
- エーザイ「チョコラBB」（1998年5月 - 1999年4月）
- 任天堂「マリオゴルフ」父のよろこび編、息子のよろこび編（1999年5月 - 9月）
- サントリー「なっちゃんオレンジ」初恋篇（1999年9月 - 2000年1月）
- ソニー「ミニディスク」（2000年10月）
- パール（2006年）
- 麒麟麦酒「スミノフアイス」（2013年8月）
- Wright Flyer Studios「消滅都市」（2014年11月）
- アパレルブランド「glamb」（2015年） - 2016年春コレクションのモデル[75]
- NPIXEL「グランサガ」（2021年11月 - ）[76]

### ラジオ
- RUDO 金子ノブアキのデスペラードな金曜日（ニッポン放送、2010年4月9日 - 2011年3月25日）

### 雑誌
- Wink Up別冊 Edge Ways（1998年8月 - 1999年3月）
- リズム&ドラム・マガジン「ドラムで偉くなる。」（2003年5月号 - 2005年4月号）
- R&R NEWSMAKER「金子ノブアキの一緒にしないでくれ」（2002年 - 2007年）
- 週刊ファミ通「スーパー金子BROS.」（連載中）
- Hanako「Hanakoさんに捧げる恋愛談義」（2009年 - 2010年）
- ぴあ「金子ノブアキの基本的には」（2010年 - 2011年）